# Чемпионат мира по настольному теннису 1933 (январь)
Январский чемпионат мира по настольному теннису 1933 года прошёл с 31 января по 5 февраля в Бадене (Первая Австрийская Республика).

## Медалисты
| Разряд                   | Золото                                                                            | Серебро                                                                               | Бронза                                                                            |
| ------------------------ | --------------------------------------------------------------------------------- | ------------------------------------------------------------------------------------- | --------------------------------------------------------------------------------- |
| Мужской одиночный разряд | Виктор Барна                                                                      | Станислав Коларж                                                                      | Шандор Гланц                                                                      |
| Мужской одиночный разряд | Виктор Барна                                                                      | Станислав Коларж                                                                      | Эдриан Хейдон                                                                     |
| Женский одиночный разряд | Анна Шипош                                                                        | Мария Меднянски                                                                       | Магда Галь                                                                        |
| Женский одиночный разряд | Анна Шипош                                                                        | Мария Меднянски                                                                       | Астрид Кребсбах                                                                   |
| Мужской парный разряд    | Виктор Барна Шандор Гланц                                                         | Лайош Давид Иштван Келен                                                              | Пауль Флюссман Эрвин Кон                                                          |
| Мужской парный разряд    | Виктор Барна Шандор Гланц                                                         | Лайош Давид Иштван Келен                                                              | Манфред Феер Альфред Либстер                                                      |
| Женский парный разряд    | Мария Меднянски Анна Шипош                                                        | Магда Галь Эмилине Рац                                                                | Йожка Весельска Мария Вальтерова                                                  |
| Женский парный разряд    | Мария Меднянски Анна Шипош                                                        | Магда Галь Эмилине Рац                                                                | Анита Фельгут Аннемари Шульц                                                      |
| Микст                    | Иштван Келен Мария Меднянски                                                      | Шандор Гланц Магда Галь                                                               | Никос Мадзароглу Аннемари Шульц                                                   |
| Микст                    | Иштван Келен Мария Меднянски                                                      | Шандор Гланц Магда Галь                                                               | Виктор Барна Анна Шипош                                                           |
| Мужской командный турнир | Венгрия · Виктор Барна · Иштван Борош · Лайош Давид · Шандор Гланц · Иштван Келен | Чехословакия · Станислав Коларж · Олдржих Блеха · Мирослав Гамр · Кон · Карел Свобода | Австрия · Манфрд Феер · Пауль Флюссман · Эрвин Кон · Альфред Либстер · Терри Вайс |
| Мужской командный турнир | Венгрия · Виктор Барна · Иштван Борош · Лайош Давид · Шандор Гланц · Иштван Келен | Чехословакия · Станислав Коларж · Олдржих Блеха · Мирослав Гамр · Кон · Карел Свобода | Англия · Алек Брук · Эдриан Хейдон · Дэвид Джоунс · Эндрю Миллар · Эдвард Риммер  |